# مضيق أطرانط

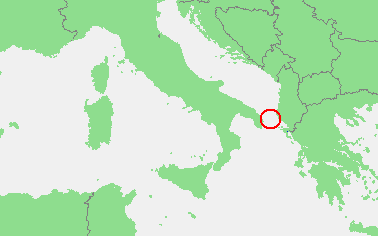
موقع المضيق

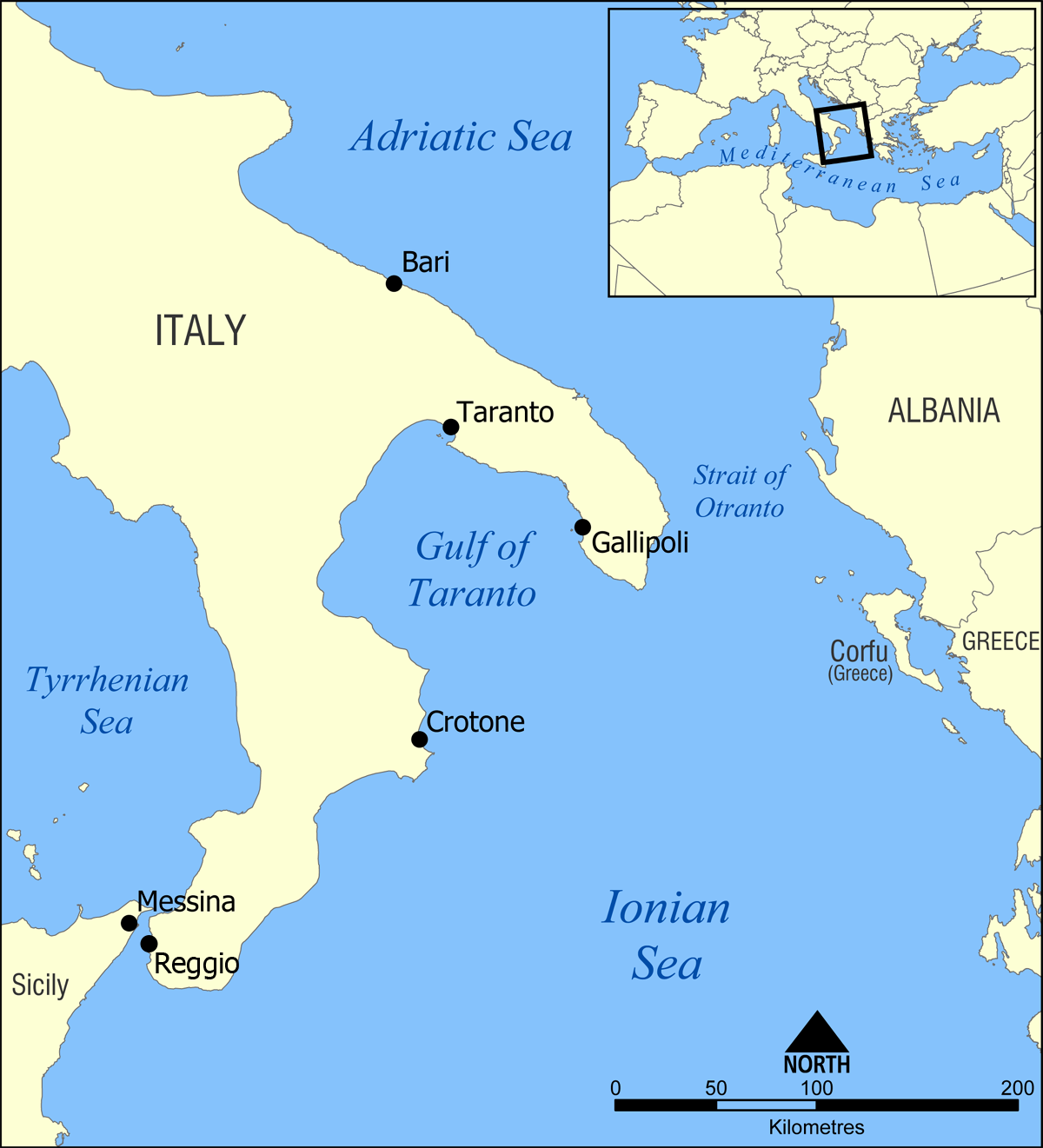
موقع المضيق

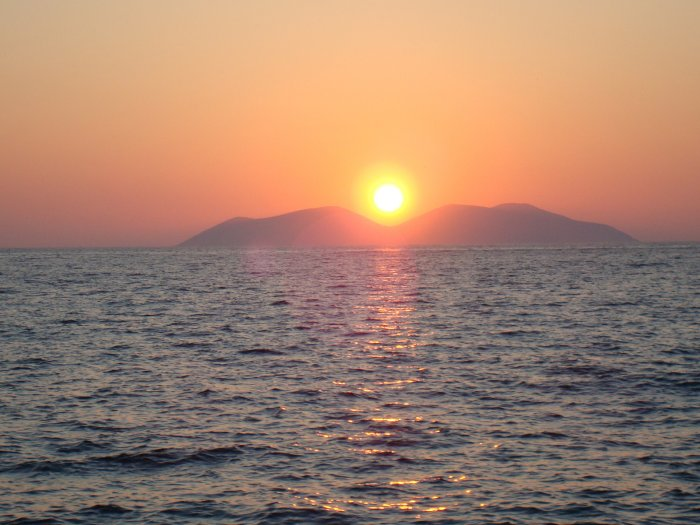
خور فلورا

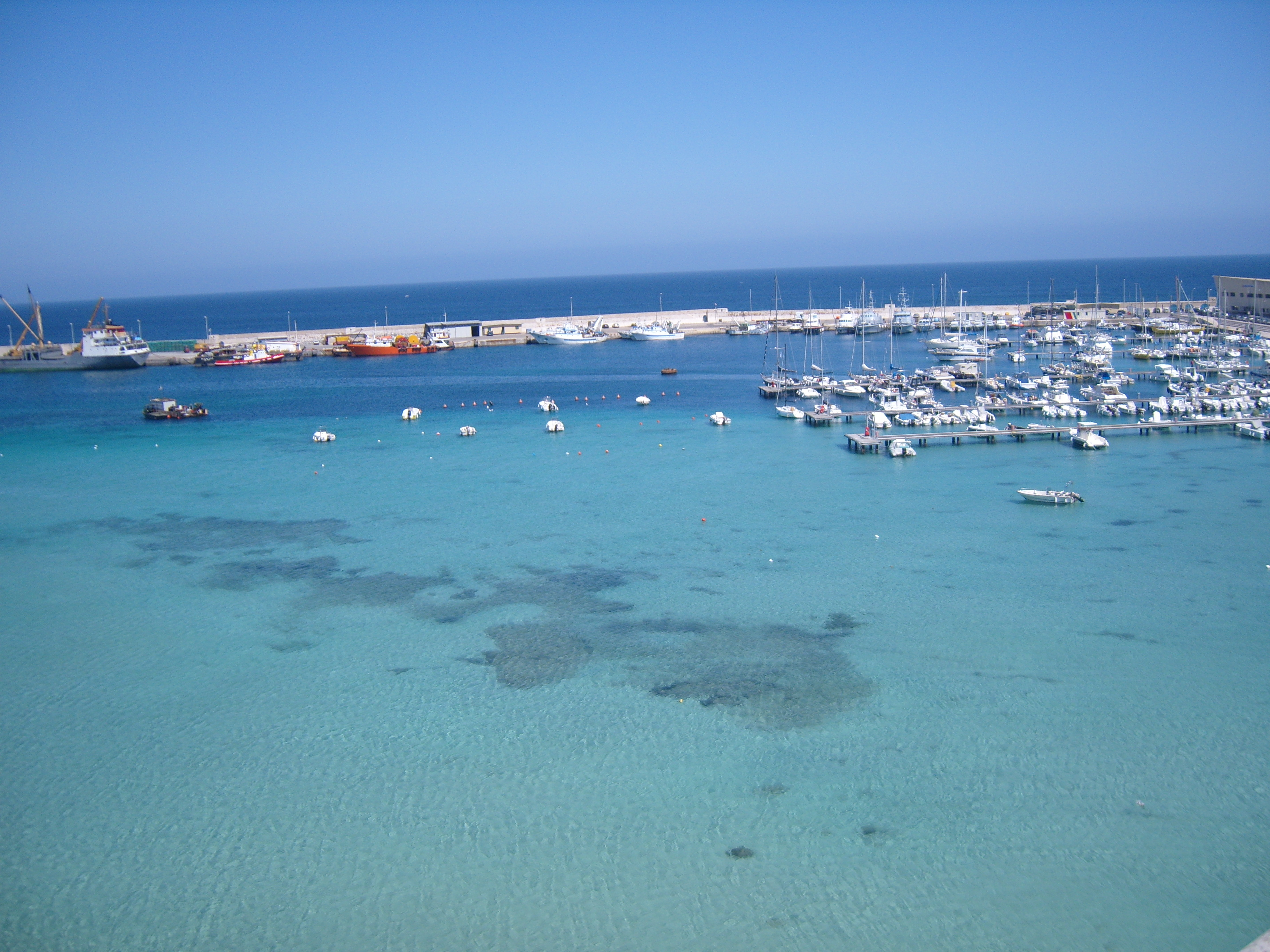
ميناء أطرانط

مضيق أطرانط أو مضيق أوترانتو، حوض بحري يقع بين إيطاليا وألبانيا ( بالكرواتية: Otrantska vrata ), (بالألبانية: Kanali i Otrantos; بالإيطالية: Canale d'Otranto) ويصل البحر الأدرياتيكي بالبحر الأيوني يبلغ عرضه 72 كم، ويُعزى اسم المضيق إلى المدينة الإيطالية أطرانط (أو أوترانتو) (بالإيطالية: Otranto)‏ والتي تطل على المضيق من ضفته الغربية. ويفصل بين المضيق وبين خليج ميسينا شبه جزيرة سالنتو والمسماة بكعب إيطاليا. وكان هذا المضيق ساحة معارك خلال الحرب العالمية الأولى، حيث كانت إيطاليا وحلفائها فرنسا والمملكة المتحدة يسعون إلى عرقلة وصول قوات الإمبراطورية النمساوية المجرية إلى البحر الأبيض المتوسط عبر إغلاق المضيق غلالة نارية. ما أدى لحدوث معركة مضيق أطرانط. كما شهد المضيق خلال الحرب العالمية الثانية معركة صغرى بين إيطاليا من جهة والمملكة المتحدة وأستراليا من جهة ثانية.
في سنة 1992 وقعت إيطاليا وألبانيا معاهدة ترسيم حدود في المنحدر القاري بين البلدين.

## طالع
- معركة مضيق أطرانط
- حاجز أطرانط